# Hydrichthelloides reticulata
Hydrichthelloides reticulata är en nässeldjursart som beskrevs av Bouillon 1978. Hydrichthelloides reticulata ingår i släktet Hydrichthelloides och familjen Ptilocodiidae. Inga underarter finns listade i Catalogue of Life.